# بطولة العالم لسباق الدراجات على الطريق 1969
بطولة العالم لسباق الدراجات على الطريق 1969 هي الدورة ال42 من بطولة العالم لسباق الدراجات على الطريق، أجريت في زولدر، بلجيكا.

## برنامج المسابقات
رجال
- سباق الطريق ضد الساعة.
- سباق الطريق ضد الساعة للفرق.

سيدات
- سباق الطريق المداري.

## النتائج النهائية
| المسابقة              | ذهبية                              | فضية                                    | برونزية                    |
| --------------------- | ---------------------------------- | --------------------------------------- | -------------------------- |
| الرجال                |                                    |                                         |                            |
| سباق الطريق ضد الساعة | Harm Ottenbros (هولندا)            | جوليان ستيفنز (بلجيكا)                  | Michele Dancelli (إيطاليا) |
| الفريق البطل          | السويد                             | الدنمارك                                | سويسرا                     |
| السيدات               |                                    |                                         |                            |
| سباق الطريق المداري   | Audrey McElmury (الولايات المتحدة) | Bernadette Swinnerton (المملكة المتحدة) | Nina Trofimova (URS)       |